# Nejonögonfiskar
Nejonögonfiskar (Petromyzontidae) är en familj med blodsugande eller asätande djur i ordningen nejonögon i den parafyletiska gruppen käklösa fiskar. 

## Utseende och anatomi
Inom zoologin klassificeras inte nejonögonfiskar som fiskar på grund av de stora skillnaderna i kroppsbyggnad, där nejonögon exempelvis saknar käkar. Nejonögon saknar även gälöppningar, men har istället sju runda öppningar i en rad på sidan bakom huvudet, dessa öppningar är gälsäckarnas öppningar. Nejonögonfiskar har broskskelett istället och är den familj bland ryggradsdjuren som har flest kromosomer (164-174). Larverna mäter max 10 cm och adulta max 120 cm.

## Ekologi

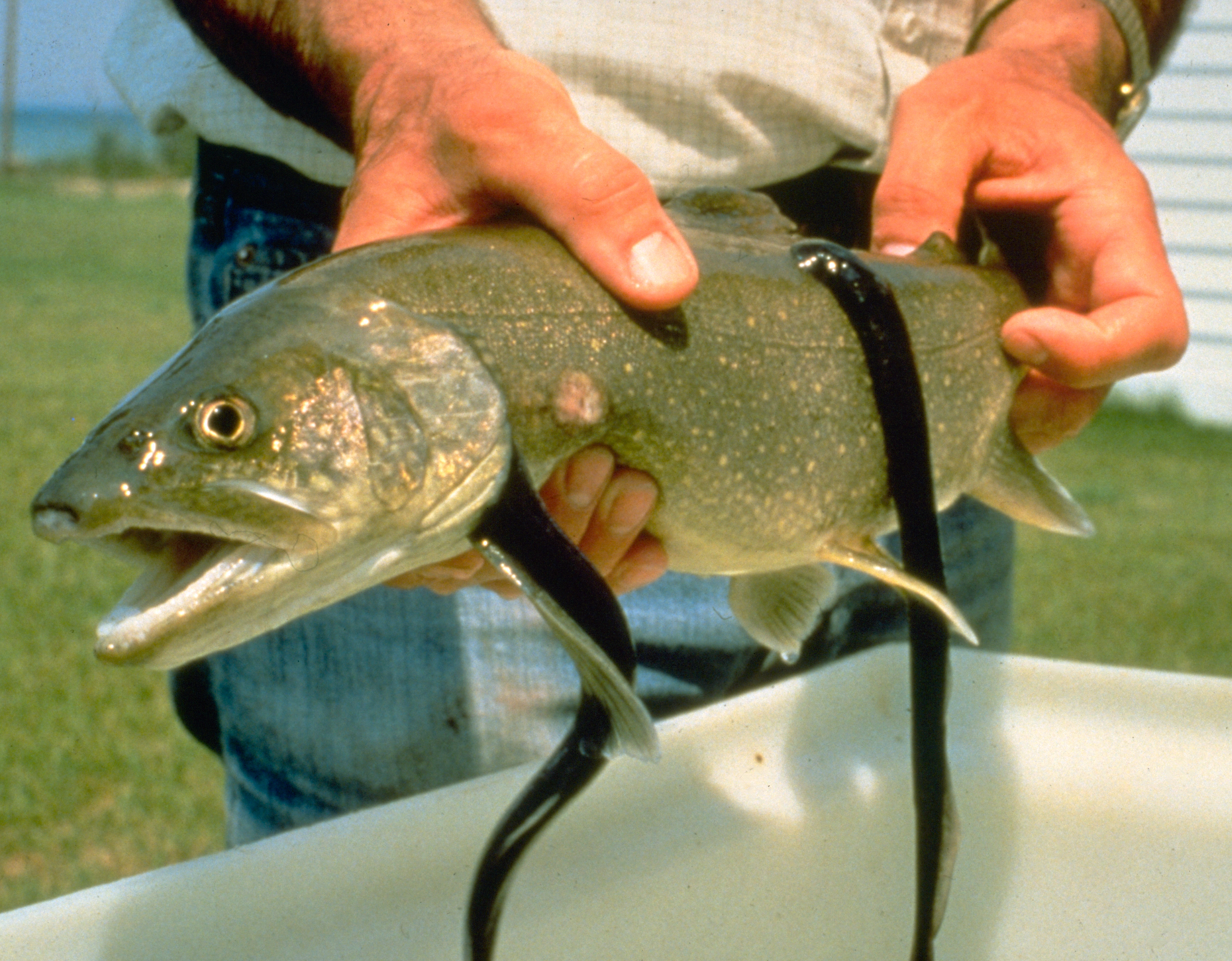
Havsnejonögon som parasiterar på en kanadaröding.

Nejonögonfiskar lever större delen av sitt liv som larv, där den livnär sig på organismer som filtreras ur bottenslammet. Efter 2-3 år omvandlas den helt blinda larven till sitt adulta slutstadium. Alla havslevande adulta individer är parasiter medan merparten av de sötvattenlevande arterna inte är det, och de senare äter inte alls efter larvsstadiet. Parasiterande arter suger sig fast med munnen på fiskar och havslevande däggdjur och utvinner föda ur såret. Kända värddjur är en mängd benfiskar, nordkapare och hajar som brugd, blåhaj, högfenad haj, mörkhaj och håkäring.
Alla nejonögon leker i sötvatten. Lekvandringen upp i floder företas delvis genom att nejonögat suger sig fast och liftar med andra lekvandrande fiskar. Under leken byggs en grop i bottnen, honan suger sig sedan fast vid en sten varefter hanen suger sig fast vid honans nacke, slingrar sig runt henne med kroppen och verkar krama ut rommen som befruktad faller ner på bottnen. Efter att leken är över dör de.[källa behövs]

## Systematik och utbredning

Den käklösa munnen hos havsnejonöga.

Nejonögonens systematik är mycket omdiskuterad. Det råder varken konsensus kring den övergripande systematiken eller kring hur många arter gruppen omfattar. Nejonögonen har tidigare placerats i grupperna rundmunnar och käklösa fiskar, men båda dessa gruppers systematiska status är idag oklara. 
Vissa auktoriteter delar upp ordningen Petromyzontiformes, som omfattar alla nejonögon, i tre idag levande familjer, där de arter som förekommer på södra halvklotet förs till de två familjerna Geotriidae (1 art) och Mordaciidae (3 arter), med vardera ett släkte. Övriga idag 40-talet levande arter av nejonögon placeras då i sex till åtta släkten och förs till familjen Petromyzontidae. Förr behandlades larverna ibland felaktigt som egna arter som placerades i släktet Ammocoetes. Nejonögonfiskar förekommer framförallt på norra halvklotet, i tempererade vatten.

### Släkten och arter
Enligt Fishbase 2012:
Underfamilj Petromyzontinae
- Petromyzon
  - Petromyzon marinus - havsnejonöga
- Ichthyomyzon
  - Ichthyomyzon bdellium
  - Ichthyomyzon castaneus
  - Ichthyomyzon fossor
  - Ichthyomyzon gagei
  - Ichthyomyzon greeleyi
  - Ichthyomyzon unicuspis

Underfamilj Lampetrinae
- Lampetra
  - Lampetra planeri - Bäcknejonöga
  - Lampetra fluviatilis - Flodnejonöga
  - Lampetra aepyptera
  - Lampetra ayresii
  - Lampetra richardsoni
  - Lampetra lanceolata - placeras ibland i släktet Eudontomyzon
  - Lampetra pacifica
  - Lampetra hubbsi
  - Lampetra alavariensis[7]
  - Lampetra auremensis[7]
  - Lampetra lusitanica[7]
  - Lampetra soljani
- Entosphenus - förs ibland till Lampetra
  - Entosphenus tridentatus
  - Entosphenus lethophagus
  - Entosphenus minimus
  - Entosphenus folletti
  - Entosphenus similis
  - Entosphenus macrostomus
- Caspiomyzon
  - Caspiomyzon wagneri - kaspiskt nejonöga
  - Caspiomyzon hellenicus - grekiskt nejonöga
  - Caspiomyzon graecus
- Eudontomyzon
  - Eudontomyzon danfordi - karpatiskt nejonöga
  - Eudontomyzon mariae - ukrainskt nejonöga (omfattar även taxonet stankokaramani som ibland behandlas som egna arter.)
  - Eudontomyzon morii
- Lethenteron
  - Lethenteron appendix - synonym med Lampetra lamottei
  - Lethenteron camtschaticum - sibiriskt nejonöga
  - Lethenteron reissneri
  - Lethenteron kessleri
  - Lethenteron zanandreai
  - Lethenteron alaskense
  - Lethenteron matsubarai
  - Lethenteron ninae
- Tetrapleurodon - förs ibland till Lampetra
  - Tetrapleurodon spadiceus
  - Tetrapleurodon geminis

## Nejonögonfiskar i Sverige
I Sverige förekommer tre arter av nejonögonfiskar: havsnejonöga (Petromyzon marinus), flodnejonöga (Lampetra fluviatilis) och bäcknejonöga (Lampetra planeri). Flodnejonöga och bäcknejonöga kategoriseras som livskraftiga av ArtDatabanken medan havsnejonögat är klassat som nära hotad. Kroppslängden är omkring 40-50 cm för flodnejonöga, drygt 30 cm för bäcknejonöga medan havsnejonögat blir strax över en meter.
I delar av Sverige har nejonögonens larver kallats för linål. I Sverige fångas flodnejonögat som matfisk och serveras färsk, halstrad med ättika eller rökt. Bruket att fånga och äta nejonöga verkar i Sverige ha varit mest spritt på östkusten och halstrat nejonöga anses som en uppländsk specialitet. Flodnejonögat är Västerbottens landskapsfisk.

## Namn
Namnet nejonöga kommer från det tyska namnet "Neunaugen", som betyder nio ögon - egentligen från lågtyskans "negenoge", via fornsvenska "neghenögha", en beteckning som uppkommit på grund av att näsöppning, öga och sju gälöppningar lär ha "uppfattats som ögon"). Tidigare kallades även familjen Petromyzontidae, för bara nejonögon, men idag är det trivialnamnet enbart ämnat för ordningen Petromyzontiformes.